# Serban Ghenea
Șerban Ghenea, né le 13 octobre 1969 en Roumanie, est un mixeur canadien d'origine roumaine qui a collaboré dans les domaines du R&B, Hip-hop de la pop, de l'electro et du rock.

## Carrière
Șerban a remporté 18 Grammy Awards et trois Latin Grammy Awards avec une carrière de plus de 15 ans.
Șerban a travaillé sur plus de 500 albums avec des artistes comme Michael Jackson, Bruno Mars, Justin Timberlake, Usher, Faith Hill, Carrie Underwood, Jewel, Santana, Ozomatli, Jill Scott et Dave Matthews Band. Depuis octobre 2009, il collectionne les numéro un (plus d'une vingtaine) avec les hits de Kelly Clarkson, Katy Perry, Britney Spears, The Fray, Avril Lavigne, The Black Eyed Peas, et Pink.

## Chansons
- The Weeknd : Blinding Lights
- Katy Perry : California Gurls, Teenage Dream
- Kesha : Tik Tok, Blah Blah Blah, Your Love Is My Drug
- Destiny's Child : Emotion
- Jason Derulo : In My Head, Ridin' Solo
- Iyaz : Replay
- Björk : Crystalline, Cosmogony
- Jay Sean : Down
- Britney Spears : Outrageous, 3, Womanizer, Circus, Me Against the Music, I'm a Slave for You, Boys, Don't Hang Up, Passenger
- Miley Cyrus : Party in the U.S.A., The Time Of Our Lives
- Weezer : I'm Your Daddy, Put Me Back Together
- Flo Rida : Right Round
- Glenn Lewis : Don't You Forget It
- Lifehouse : Halfway Gone, Here Today Gone Tomorrow, Falling In, By Your Side
- The Fray : You Found Me, Absolute, Never Say Never
- Kelly Clarkson : My Life Would Suck Without You, Already Gone, Behind These Hazel Eyes, Because Of You, Since U Been Gone
- Katy Perry : I Kissed a Girl, Hot n Cold, Waking Up in Vegas
- A Fine Frenzy : Bomb In A Birdcage
- Toni Braxton : And I Love You
- Kelis : Good Stuff, Flash Back, Perfect Day, I Don't Think So
- Garbage : Androgyny 02
- Little Boots : New In Town
- N.O.R.E : Head Bussa
- Matisse : Better Than Her
- Young Artists For Haiti : Wavin' Flag
- Janet Jackson : Spending Time With You
- A.I.R: Don't Be Light
- The Veronicas : 4ever
- Kevin Rudolf : Let It Rock featuring Lil Wayne
- Cobra Starship : Good Girls Go Bad, Hot mess
- Pink : So What, Sober, Who Knew, Cuz I Can, Please Don't Leave Me, '"U + Ur Hand
- Avril Lavigne : Girlfriend
- Black Eyed Peas : My Humps, Bebot, They Don't Want Music featuring James Brown, Disco Club
- Fergie : '"Fergalicious featuring will.i.am
- Carrie Underwood : Inside Your Heaven, Some Hearts, I Just Can't Live A Lie, Lessons Learned, Starts With Goodbye
- Kandice Love : Amazin', Born To Love You
- Gym Class Heroes : Cupid's Chokehold
- Jewel : Intuition, Stand
- Justin Timberlake : Pose (featuring Snoop Dogg), Damn Girl (featuring will.i.am), Boutique In Heaven, Señorita, Like I Love You, Rock Your Body, I'm Lovin' It
- Ashley Tisdale : So Much for You, We'll Be Together, Guilty Pleasure
- Mark Ronson : Here Comes The Fuzz, Version
- N.E.R.D. : In Search Of..., Fly Or Die, Provider, Maybe, She Want To Move
- Sugababes : About You Now, Surprise (Goodbye), Open the Door
- Leona Lewis : Better in Time
- Musiq Soulchild : Love, Teachme
- Jill Scott : Who Is Jill Scott? Words And Sounds Vol. 1, Beautifully Human: Words and Sounds Vol. 2, The Real Thing: Words and Sounds Vol. 3
- Dave Matthews Band : Stand Up, Dreamgirl, American Baby, Everybody Wake Up (Our Finest Hour Arrives)
- Robbie Williams : Rudebox, Lovelight
- Joe : Ride Wit U
- The Hives : Tick Tick Boom, Well All Right!, Won't Be Long, T.H.E.H.I.V.E.S.
- The Virgins : Rich Girls
- We Are Scientists : Brain Thrust Mastery
- Carolina Liar : I'm Not Over
- R. Kelly : Double Up, Playa's Only, Happy Summertime, Put My T-Shirt On, Slow Wind, Remote Control, Hit It Til The Mornin', Thoia Thoing, Touched A Dream, Snake, Been Around The World, Who's That?
- Robert Randolph & The Family Band : Colorblind
- Usher : My Way', Here I Stand, Simple Things, Bad Girl, Simple Things, That's What It's Made For, Truth Hurts
- Kenna : Make Sure They See My Face, New Sacred Cow
- Michael Jackson : One More Chance, Hold My Hand'l'
- BlackStreet : No Diggity
- Faith Evans : Burnin' Up
- Mary J. Blige : Steal Away
- Syleena Johnson : Tonight I'm Gonna Let Go
- Ava Max : Maybe You're The Problem